# Juan Gómez Rendón
Juan Gómez Rendón, auch Juan Gómez Rendón – Progreso, ist eine Parroquia rural („ländliches Kirchspiel“) im Kanton Guayaquil der Provinz Guayas in Ecuador. Sitz der Verwaltung bildet die Ortschaft Progreso. Die Fläche der Parroquia beträgt 321,8 km². Beim Zensus 2010 lag die Einwohnerzahl bei 11.897. Die Bevölkerung bestand aus 75 Prozent Mestizen, 10,5 Prozent Afroecuadorianern sowie 6,9 Prozent Montubio.

## Lage
Die Parroquia Juan Gómez Rendón liegt im Südosten der Santa-Elena-Halbinsel südlich der Cordillera Chongón Colonche. Der 70 m hoch gelegene Hauptort Progreso befindet sich knapp 60 km westsüdwestlich vom Stadtzentrum von Guayaquil. Die Fernstraße E40 (Salinas–Guayaquil) führt an Progreso vorbei. Die E489 zweigt in Progreso nach Süden ab und führt nach Playas.
Die Parroquia Juan Gómez Rendón grenzt im Osten und im Südosten an die Parroquia Chongón (Municipio von Guayaquil), im zentralen Süden an die Parroquia El Morro, im Südwesten an den Kanton Playas sowie im Westen und im Norden an die Provinz Santa Elena mit der Parroquia Chanduy (Kanton Santa Elena).

## Orte und Siedlungen
In der Parroquia gibt es neben dem Hauptort folgende Recintos: Bajada de Progreso,  Caimito, Cerecita, Mamey, San Cristobal, San Isidro. Ferner gibt es die Comuna San Lorenzo del Mate.

## Geschichte
Im Jahr 1846 gab es die Comuna San José de Amén. Die Parroquia wurde am 3. Juni 1928 gegründet. Am 10. September 1938 erhielt die Parroquia ihren heutigen Namen. Namensgeber war Juan Gómez Rendón, ein bemerkenswerter Rektor am Colegio Vicente Rocafuerte.